# Drosophila limbata
Drosophila limbata – gatunek muchówki z rodziny wywilżnowatych i podrodziny Drosophilinae.
Gatunek ten opisany został w 1840 roku przez Karla L.F. von Rosera.
Muchówka o ciele długości od 3,2 do 4 mm. Głowę ma żółtą. Na głowie para szczecinek orbitalnych skierowanych w tył jest znacznie cieńsza niż ich para skierowana w przód, a pierwsza para szczecinek perystomalnych ma długość od ½ do 4/5 długości wibrys. Czułki mają człon trzeci krótko owłosiony, dwukrotnie dłuższy niż szeroki i nie dłuższy niż dwukrotność długości członu drugiego, zaś aristę z wierzchołkowym rozwidleniem i co najmniej dwoma promieniami na spodniej stronie. Tułów ma brązowawożółtą barwę śródplecza. Chetotaksję tułowia cechuje sześć przedszwowych rzędów szczecinek środkowych grzbietu w przedniej części śródplecza, w których wszystkie szczecinki są tak samo krótkie oraz spośród trzech górnych par szczecinek sternopleuralnych przednia najkrótsza, a tylna najdłuższa. Użyłkowanie skrzydła odznacza się żyłką subkostalną bez sierpowatego zakrzywienia za żyłką barkową, tylną komórką bazalną zlaną z komórką dyskoidalną oraz wierzchołkowym odcinkiem żyłki medialnej M1+2 nie dłuższym niż trzykrotność odcinka tej żyłki między żyłkami poprzecznymi przednią i tylną. Wszystkie pary odnóży mają szczecinki przedwierzchołkowe na goleniach. Przednie stopy mają pierwszy człon nie krótszy niż drugi i trzeci razem wzięte. Odwłok ma ciemne, szeroko pośrodku przerwane a po bokach wyraźnie zwężone przepaski na tylnych brzegach tergitów. Narządy rozrodcze samca mają na środkowych brzegach edytów grzebienie złożone z 13–18 długich kolców, natomiast nie mają na nich dobrze rozwiniętych szczecinek.
Owad znany z prawie wszystkich krajów Europy, w tym z Polski, a ponadto z wschodniej Palearktyki aż po Przyamurze.